# Синовиця
Синовиця (словен. Sinovica) — поселення в общині Содражиця, регіон Південно-Східна Словенія, Словенія.